# Western Philippines University
Die Western Philippines University (WPU) ist eine staatliche Universität auf den Philippinen und gilt als eine bedeutende Bildungseinrichtung auf den Philippinen und in der Verwaltungsregion MIMAROPA. 

## Standorte
Sie hat sieben weitere Standorte in folgenden Gemeinden der Provinz Palawan: 
- der Hauptcampus der Universität befindet sich in dem Barangay Poblacion in Aborlan
- der WPU Busunaga
- der WPU Culion Campus
- der WPU El Nido Campus
- der WPU Puerto Princesa Campus
- der WPU Quezon Campus
- der WPU Rio Tuba Campus in Brooke’s Point

## Kurse
Die Western Philippines University bietet eine Vielzahl von Kursen zur Erlangung des akademischen Grades des Bachelor und Master an. Dieses sind zum Beispiel die Bachelor of Arts in Sociology, Bachelor of Elementary Education, Bachelor of Secondary Education, Diploma in Mechanical Engineering Technology, Diploma in Electrical Engineering Technology, Diploma in Civil Engineering Technology oder die Masters in Marine Biology, Rural Development, Extension Systems Management, Agronomy und in Horticulture. Sie verfügt auch über ein  Computer Training Institute. 

## Geschichte
Die Geschichte der Universität begann 1910, als die Aborlan Farm Settlement School für das indigene Volk der Tagbanuwa eingerichtet wurde. Sie wurde erweitert und erhielt 1928 den Status einer High School und wurde Aborlan Agricultural High School genannt. Diese wurde 1960 umbenannt in die Palawan Regional Agricultural School. 1962 wurde sie nochmals umbenannt in Palawan National School und wurde mit dem Palawan National Agricultural College zusammengelegt. 1995 wurde der Status erhöht durch die Umbenennung in die State Polytechnic College of Palawan, welches 2004 den Status einer Universität erhielt und die Western Philippines University eröffnet wurde. 